# Iosif Rus
Iosif Rus (n. 1 februarie 1936, Șinca Veche, județul Făgăraș) este un general român de armată, care a îndeplinit funcția de comandant al Aviației Militare Române (1986-1990).

## Biografie
Iosif Rus s-a născut la data de 1 februarie 1936, în comuna Șinca. A absolvit cursurile Școlii de Ofițeri de Aviație, promoția 1956 și apoi pe cele ale Academiei Militare - secția aviație (1965-1968), iar în anul 1978 a terminat cursul postacademic.  
A parcurs apoi întreaga ierarhie militară, de la pilot-șef și comandant de patrulă la Regimentul 49 Aviație Vânătoare Bombardament la comandant de escadrilă (1968-1970) și comandant al Regimentului 57 Aviație Vânătoare (iulie 1970-iulie 1976), iar apoi inspector-șef zbor și șef de grupă coordonare zbor în comandamentul Diviziei 16 Apărare Antiaeriană a Teritoriului (iulie 1976-iunie 1978) și de locțiitor al comandamentului Diviziei 70 Aviație (iunie 1978-iulie 1982). 
A fost numit comandant al Diviziei 70 Aviație (iulie 1982 – august 1986) și înaintat începând cu data de 30 decembrie 1982 la gradul de general-maior (cu o stea, grad echivalent astăzi cu cel de general de flotilă aeriană). În august 1986 a fost numit în funcția de comandant al Aviației Militare Române. Perioada Revoluției din decembrie 1989 l-a găsit la comanda aviației militare, fiind obligat ca în lipsa unor informații despre evoluția evenimentelor din țară și din străinătate – să se orienteze din mers și să acționeze pe linia îndatoririlor militare privind promovarea intereselor naționale. În acea perioadă (decembrie 1989), erau vehiculate o sumedenie de informații false sau nesigure   induse în rețeaua de comandă-raport și în situația aeriană. 
La data de 28 decembrie 1989 Iosif Rus a fost înaintat la gradul de general de divizie aeriană, iar la 13 februarie 1990 a fost mutat în Ministerul Apărării Naționale, în calitate de consilier principal al ministrului. Având în vedere propunerea ministrului apărării naționale, la data de 30 septembrie 1997, generalul de divizie aeriană Iosif Rus a fost trecut în rezervă.
El este membru fondator al Asociației Române pentru Propaganda și Istoria Aeronauticii (ARPIA), fiind ales ca președinte al acestei organizații în iunie 1999 și reconfirmat în funcție la adunarea generală din luna aprilie 2004. Între anii 1998-2000, Iosif Rus a fost expert parlamentar, lucrând în cadrul Comisiei pentru Apărare, Ordine Publică și Siguranță Națională din Camera Deputaților.
Generalul în retragere Iosif Rus a fost înaintat la gradele de general-comandor (cu 3 stele) la 30 noiembrie 2000  și apoi la cel de general (cu 4 stele) la 1 decembrie 2004 .  
La data de 1 februarie 2001 Iosif Rus a fost numit consilier al ministrului Apărării Naționale.

## Trimiterea în judecată în Dosarul Revoluției din 1989
În 2019 a fost trimis în judecată alături de Ion Iliescu și Gelu Voican Voiculescu pentru crime împotriva umanității, în Dosarul Revoluției. Dosarul a fost retrimis procurorilor în 21 mai 2021.

## Distincții
- Ordinul "Virtutea Aeronautică" în grad de Mare Ofițer (2002)